# Przewodnik błądzących
Przewodnik błądzących (jud.-arab. دلالة الحائرين ,דלאל̈ה אלחאירין translit. dalālatul ḥā’irīn; heb. מורה נבוכים, transkr. More newuchim) – traktat teologiczno-filozoficzny Mojżesza Majmonidesa, jedno z najważniejszych dzieł średniowiecznej filozofii żydowskiej.
Traktat został ukończony ok. 1190 r. i pierwotnie był napisany w języku judeo-arabskim. Oprócz tematyki ściśle religijnej, Przewodnik błądzących podejmuje tematy prawa żydowskiego oraz problematykę etyczną i polityczną.
Bezpośrednio adresowany jest do byłego ucznia Majmonidesa, jego ogólniejszym zaś adresatem są pobożni żydzi, którzy chcą pogodzić prawdy wiary z prawdami filozofii. Przewodnik błądzących nie był więc dziełem przeznaczonym do szerokiego odbioru, jak i też dziełem ściśle filozoficznym. Głównym jego celem jest dobre życie jako żyda.
Traktat był niezwykle wpływowy także poza społecznością żydowską. Wysoko cenił go m.in. Tomasz z Akwinu.
W traktacie łączona jest tradycja judaistyczna z wpływami filozofii muzułmańskiej (szczególnie al-Farabiego i Awicenny) oraz filozofią Arystotelesa. Sformułowane przez Majmonidesa 4 główne typy dowodów na istnienie Boga jest analogiczne do późniejszych 5 dróg dowodzenia istnienia Boga u Tomasza z Akwinu.
"Błądzący" i "wątpiący" to według Majmonidesa żydzi, którzy antropomorfizują Boga. Tymczasem Bóg nie jest podobny do niczego innego. Aby go opisać, Majmonides zestawia przeciwstawne sobie twierdzenia (metoda antynomii) i pokazuje ograniczenia ludzkiego poznania. Ta teologia negatywna pozostaje do dziś najbardziej rozpoznawalną częścią nauk Majmonidesa.